# Gioacchino Cocchi
Gioacchino Cocchi (c 1720 – Venecia, 1804) fue un compositor italiano que desarrolló su obra en la segunda mitad del siglo XVIII, perteneciendo por lo tanto al periodo clásico de la historia de la música.

## Biografía
No se sabe con exactitud ni el año, ni la ciudad donde nació Cocchi, posiblemente Nápoles o Padua, ni tampoco la fecha de su fallecimiento en 1804.
El primer dato que se posee de él es el año del estreno de su primera ópera “Adelaide”,  que se representó por primera vez en Roma, en 1743.
En 1750, se encontraba en Nápoles, donde obtuvo reiterados éxitos con sus óperas, al poco tiempo marchó a Venecia para tomar posesión como maestro de capilla.
En 1757, viajó a Inglaterra para hacer representar sus obras, entre ellas Demetrio con libreto de Pietro Metastasio, pero debido al poco éxito que obtuvieron entre el público inglés, se vio obligado a dar clases de canto, actividad que ejerció durante los siguientes 15 años, lo que le permitió acumular una discreta fortuna.
En Londres, publicó dos suites para clavicémbalo, una obertura y una cantata. 

En 1773, regresó a Venecia para trabajar como docente en el conservatorio, donde residió hasta su muerte en 1804.

## Estilo musical
A pesar de que en su época Cocchi fue muy admirado por sus óperas, sobre todo las del género  bufo, llegando incluso a comparársele con  Galuppi, lo cierto es que su obra denota una escasa originalidad, aunque poseen un estilo claro y natural.

## Óperas
- Anexo: Óperas de Cocchi

- Datos: Q658767
- Multimedia: Gioacchino Cocchi / Q658767